# Sebastian Soto
 (septembre 2023).
Sebastian Guerra Soto, né le 28 juillet 2000 à Carlsbad en Californie, est un joueur international américain  de soccer qui joue au poste d'attaquant au SK Austria Klagenfurt.

## Biographie

### Carrière en club

#### Débuts de carrière
Soto commence sa carrière de jeune joueur de soccer avec le Surf de San Diego (en), avant de rejoindre les équipes de jeunes du Real Salt Lake en 2016.

#### Hanovre 96
En août 2018, Soto rejoint l'académie des jeunes du club allemand de Hanovre 96.
Il fait ses débuts professionnels en Bundesliga le 6 avril 2019, remplaçant à la 80e minute Marvin Bakalorz, lors d'une défaite 1 à 3 à l'extérieur contre le VfL Wolfsburg.

#### Norwich City
En fin de contrat en Allemagne à l'été 2020, il s'engage le 28 juillet pour trois saisons avec Norwich City, fraîchement relégué en Championship.
Le 26 janvier 2022, il est prêté à Livingston.

### Carrière internationale

#### Catégorie de jeunes
Soto réalise ses débuts avec l'équipe américaine des moins de 19 ans en mai 2018, marquant cinq buts en quatre matchs lors de la Coupe de Slovaquie 2018, où il obtient le titre de meilleur buteur.
En septembre 2018, il fait ses débuts chez les moins de 20 ans lors d'un match amical contre la Jamaïque, marquant un doublé lors d'une victoire 3-1. En novembre 2018, Soto est rappelé en équipe des États-Unis pour le Championnat U-20 de la CONCACAF 2018. Il fait deux apparitions dans ce tournoi, où les États-Unis remportent le titre.
Le 27 mai 2019, Soto marque deux buts contre le Nigeria lors de la Coupe du monde U-20 de la FIFA 2019. Il marque un autre doublé le 4 juin en huitièmes de finale contre la France. Les joueurs américains s'inclinent finalement en quart de finale face à l'Équateur.
Le 1er mars 2021, il est retenu dans la pré-liste de trente-et-un joueurs pour le tournoi pré-olympique masculin de la CONCACAF 2020 avec les moins de 23 ans. Il est retenu dans la liste finale de vingt joueurs le 11 mars.

#### Équipe des États-Unis A
Le 2 novembre 2020, Sebastian Soto est appelé en sélection américaine pour la première fois par le sélectionneur Gregg Berhalter pour participer à un rassemblement d'une semaine avec deux matchs amicaux au programme. Un premier face au pays de Galles et un second face au Panama,. Le 16 novembre, il honore sa première sélection contre le Panama lors d'un match amical. Lors de ce match, Sebastian Soto entre à la 77e minute de la rencontre, à la place de Nicholas Gioacchini et inscrit un doublé à la fin de la rencontre. Le match se solde par une large victoire 6-2 des Américains.

## Statistiques

### Statistiques détaillées
| Saison                | Club                  | Championnat           | Championnat | Championnat | Championnat | Coupe(s) nationale(s) | Coupe(s) nationale(s) | Coupe(s) nationale(s) | États-Unis | États-Unis | États-Unis | Total | Total | Total |
| Saison                | Club                  | Division              | M.          | B.          | P.d.        | M.                    | B.                    | P.d.                  | M.         | B.         | P.d.       | M.    | B.    | P.d.  |
| 2018-2019             | Hanovre 96            | Bundesliga            | 3           | 0           | 0           | -                     | -                     | -                     | -          | -          | -          | 3     | 0     | 0     |
| 2019-2020             | Hanovre 96            | 2. Bundesliga         | 2           | 0           | 0           | 0                     | 0                     | 0                     | -          | -          | -          | 2     | 0     | 0     |
| Sous-total            | Sous-total            | Sous-total            | 5           | 0           | 0           | 0                     | 0                     | 0                     | 0          | 0          | 0          | 5     | 0     | 0     |
| 2020-2021             | SC Telstar (prêt)     | Eerste Divisie        | 12          | 7           | 0           | -                     | -                     | -                     | 2          | 2          | 0          | 14    | 9     | 0     |
| 2021-2022             | FC Porto B (prêt)     | Segunda Liga          | 8           | 1           | 1           | -                     | -                     | -                     | -          | -          | -          | 8     | 1     | 1     |
| 2022-2024             | SK Austria Klagenfurt | Bundesliga            | 19          | 1           | 0           | -                     | -                     | -                     | -          | -          | -          | 19    | 1     | 0     |
| Total sur la carrière | Total sur la carrière | Total sur la carrière | 25          | 8           | 1           | 0                     | 0                     | 0                     | 2          | 2          | 0          | 27    | 10    | 1     |

## Palmarès
États-Unis des moins de 20 ans
- Vainqueur du championnat de la CONCACAF des moins de 20 ans en 2018

## Vie privée
Soto est né à Carlsbad, en Californie, il est d'origine chilienne et mexicaine.